# Jesper Binzer
Jesper Binzer, född 4 september 1965 i Köpenhamn, är en dansk musiker, sedan 1982 sångare och gitarrist i rockbandet D-A-D, i vilket även hans bror Jacob Binzer spelar gitarr. Han har tidigare spelat trummor i bandet The Whiteouts.